# سارة سينغلتون
سارة سينغلتون (بالإنجليزية: Sarah Singleton)‏ هي صحفية وكاتِبة بريطانية، ولدت في 1966.